# Maria-von-Schönstatt-Kapelle (Strahovice)

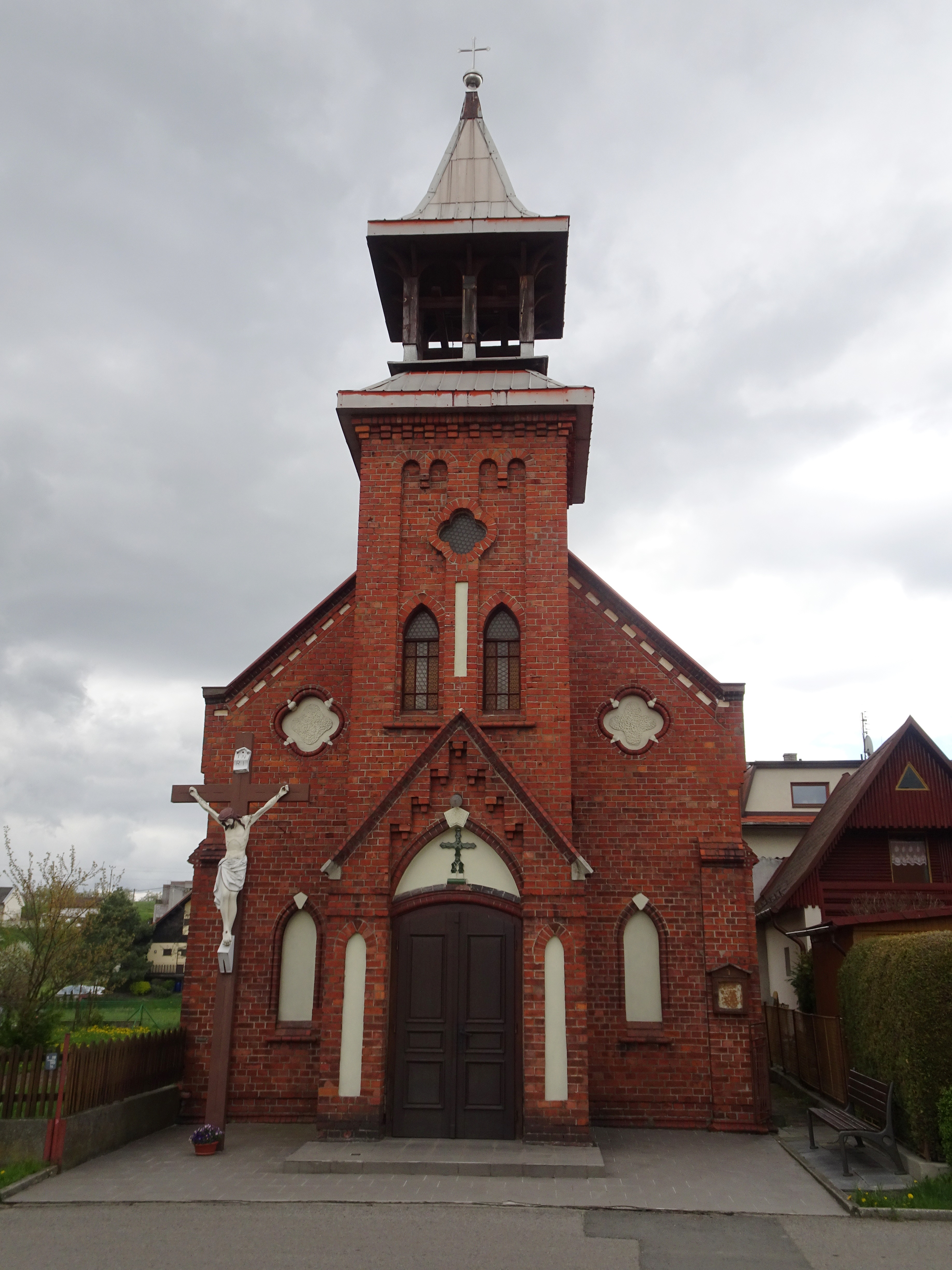
Ansicht von der Straßenseite

Die neugotische Jungfrau-Maria-von-Schönstatt-Kapelle (tschechisch Kaple Panny Marie Schönstattské) befindet sich in der Gemeinde Strahovice (Strandorf) im Okres Opava, Tschechien. Sie gehört zur römisch-katholischen Pfarrei Strahovice und Chuchelná im Bistum Ostrau-Troppau. 

## Lage
Der geostete Backsteinbau steht linksseitig des Baches Strahovický potok neben dem Haus Nr. 38 an der alten Dorfstraße von Strahovice. 200 m nordwestlich befindet sich die Pfarrkirche St. Augustinus.

## Geschichte
Über den Zeitpunkt der Errichtung der Kapelle gibt es unterschiedliche Aussagen. Vermutlich entstand die ursprünglich dem hl. Augustinus von Hippo geweihte Dorfkapelle zum Ende des 19. Jahrhunderts auf Initiative eines Bauern auf einer dafür zur Verfügung gestellten Gartenparzelle. In der zwischen 1877 und 1915 erstellen Preußischen Neuaufnahme ist sie bereits eingezeichnet. Die Gemeinde Strahovice nennt auf ihrer interaktiven Gemeindekarte das Jahr 1915 als Baujahr. Das schlesische Dorf Strandorf war über Jahrhunderte zur Kirche St. Nikolaus im Marktflecken Kranowitz eingepfarrt, in der Kapelle wurden nur gelegentlich Messen abgehalten. 
Nachdem Strandorf 1920 im Zuge der Abtretung des Hultschiner Ländchens der Tschechoslowakei zugeschlagen worden war – Kranowitz verblieb beim Deutschen Reich – wurde 1921 in der Gemeinde eine Pfarrei unter dem Dekanat Hlučín eingerichtet und mit dem Bau eines Pfarrhauses begonnen. Mangels einer eigenen Kirche wurden die Gottesdienste in der Kapelle des hl. Augustinus abgehalten, die für die durchweg aus Katholiken bestehenden 700 Einwohner unzureichend war. Zwischen 1921 und 1924 erfolgte deshalb der Bau einer Kirche, die ebenfalls dem hl. Augustinus geweiht wurde. 
Pater Richard Henkes, der ab 1941 als Pfarrverwalter in Strandorf eingesetzt war, stiftete dem Altar der Kapelle 1941 ein Bild der Schönstattmadonna und widmete die Kapelle der Jungfrau Maria von Schönstatt um. Henkes wurde wegen Antikriegspredigten 1943 verhaftet und starb 1945 im KZ Dachau. Während der Mährisch-Ostrauer Operation wurde die Kapelle im April 1945 leicht beschädigt. In der zweiten Hälfte des 20. Jahrhunderts wurde die Kapelle saniert.

## Beschreibung
Das im preußischen Backsteinstil errichtete Bauwerk hat einen rechteckigen Grundriss mit zwei Seitengiebeln an der Nord- und Südseiten. Der halbrunden Chorapsis ist im Osten ein eingerückter, niedrigerer und quadratischer Anbau vorgesetzt. Die zur Straße hin gelegene Westfassade wird von einem vorgesetzten Glockenturm mit Portal und hölzerner Laterne mit Glockenstuhl und Pyramidendach dominiert. 
Neben dem Portal steht ein großes Holzkreuz mit dem Corpus Christi.
Im neugotische Hauptaltar befindet sich ein Bildnis der Schönstattmadonna. 1995 wurde der Altar zudem mit einem von Beate Heinen geschaffenen Ölgemälde, das an das Leben und Sterben von Pater Richard Henkes erinnern soll, ergänzt.